# Merle Cox
Pour les articles homonymes, voir Merle (homonymie).
Merle T. Cox est un artiste de décor d'animation américain. Il est principalement connu pour son travail au sein de studios Disney.

## Filmographie
- 1937 : Blanche-Neige et les Sept Nains
- 1940 : Pinocchio
- 1940 : Fantasia, segments Nuit sur le Mont Chauve et Ave-Maria
- 1942 : Bambi
- 1942 : Saludos Amigos
- 1944 : The Plastics Inventor
- 1945 : Donald amoureux
- 1945 : Cured Duck
- 1945 : Old Sequoia
- 1946 : La Boîte à musique
- 1946 : Casey at the Bat
- 1946 : Bath Day
- 1948 : Pecos Bill
- 1948 : Dingo et Dolorès
- 1948 : Voix de rêve
- 1948 : Mélodie Cocktail
- 1948 : The Trial of Donald Duck
- 1949 : Dingo joue au tennis
- 1949 : Dingo fait de la gymnastique
- 1949 : Le Crapaud et le Maître d'école : La Mare aux grenouilles
- 1950 : Cendrillon
- 1950 : Puss Cafe
- 1950 : Pluto joue à la main chaude
- 1951 : Dingo et le lion